# Корейска литература
Корейската литература е част от литературата създадена от корейци, най-вече на корейски език и понякога на класически китайски. В по-голяма си част от 1500 години литературна история, корейската литература е писана на ханджа. Най-често се разделя на класически и модерен период, въпреки че това разделение понякога не е достатъчно ясно.

## Класическа поезия
Класическата корейска литература води началото си на корейския полуостров от традиционните народни вярвания и народни приказки на местното население. Съществуват четири най-големи традиционни поетически форми: хянга („местни песни“); пьолгок („специални песни“) или чанга („дълги поеми“); сиджо („настоящи мелодии“) и каса („стихове“). Други поетически форми, които се появяват включват стила кьонги, през 14-и и 15 век, и акчанг („думи за песни“) през 15 век. Представителна творба от стила акчанг е книгата Йонгби оч'он ка (1445-47; Песни на летящи дракони), цикъл събран в чест на създаването на династията Ии. Корейската поезия първоначално е създадена да се пее, като стилът и формата ѝ отразяват мелодичния ѝ произход. В основата на поетическата прозодия лежи линия от различни групи от по три или четири срички, която е вероятно най-естествения ритъм на езика. Известна ранна поетическа творба (лирична песен) е Конгху-ин от Йо Ок създадена по време на кралството Коджосон.

### Хянга
Хянга (хангъл: 향가, ханджа: 鄕 歌) е поетична форма написана на корейски език, която използва изменена ханджа в система наречена иду (хангъл: 이두, ханджа: 吏 讀), буквално означаваща „чиновнически писания“. По-точно, разнообразието от иду използвано да се напише хянга се нарича хянгчал. Ключът към иду е да се използват някои ханджа символи не заради тяхното пиктографско значение, но заради тяхното предназначение, тяхното значение, или заради тяхното произношение. На повърхността изглежда, че тази поетична форма е сложна и непонятна, но след като се използва веднъж автора или читателя свиква с определени повтарящи се знаци заменящи определени корейски думи и ги запомня.
| Иду                    | Средновековен корейски    | Съвременен корейски           | Превод                                                |
| ---------------------- | ------------------------- | ----------------------------- | ----------------------------------------------------- |
| 願往生歌               | 원왕생가                  | 왕생을 기원하는 노래          | Ода за Вечен живот(превод на Александра Вутова, 2015) |
| 月下伊低赤             | 달하 이제                 | 달이여 이제                   | О, Луна!                                              |
| 西方念丁去賜里遣       | 서방까정 가시리고         | 서방(西方) 넘어 가시려는고    | Като отидеш на запад тази нощ,                        |
| 無量壽佛前乃           | 무량수불전에              | 무량수불전(無量壽佛前)에      | Моля те, отиди пред вечния Буда,                      |
| 惱叱古音多可支白遣賜立 | 닛곰다가 살ㅂ고사서       | 일러서 사뢰옵소서             | И му кажи, че има един тук                            |
| 誓音深史隱尊衣希仰支   | 다짐 깊으샨 존에 울워러   | 다짐 깊으신 아미타불을 우러러 | който обожава Него с дълбоките клетви                 |
| 兩手集刀花乎白良       | 두손 모도호살바           | 두 손을 모두어                | и възпява всеки ден с ръце събрани заедно, казвайки   |
| 願往生願往生           | 원왕 생 원왕 생           | 왕생(往生)을 원하며           | О дай ми вечен живот,                                 |
| 慕人有如白遣賜立       | 그럴 사람 있다 살ㅂ고사서 | 그리워하는 사람 있다 사뢰소서 | О дай ми вечен живот,                                 |
| 阿耶 此身遣也置古      | 아으 이몸 기쳐두고        | 아아 이 몸을 남겨 놓고        | Но уви, може ли някоя от 48-те клетви да се спази     |
| 四十八大願成遣賜去     | 사십팔대원 일고살까       | 사십 팔 대원(大願) 이루실까   | докато съм все още в капана на това смъртно тяло?     |

## История

### Ранен Чосон период
Йонгбиочонга (хангъл: 용비어천가, ханджа: 龍 飛 御 天 歌) буквално означаваща „Ода за драконите летящи към небето“ е първата творба, написана на хангъл. Тя е съставена по време на царуването на цар Седжон Велики и служи като официално признание на династията Чосон и потомственото ѝ наследство като предшественици на Чосон, Златния век на Корея. Песните биват създадени във формата на 125 кантос, благодарение на усилията на комитет съставен от конфуциански филолози и литератори.
Това произведение е първата корейска творба, написана на хангъл, първата и официална азбука на Корея. Творбата съдържа няколко основни теми, в допълнение към създаването на династията Чосон, които са от голямо значение за разбирането на събията, които провокират създаването на тези поеми, а именно: събитията по това време, които се случват в Китай, апотеоза на добродетелни крале, продължаващи падението на династията Корьо, и конфуциански политически и философски идеологии от тази ера, които отричат будизма. Всяка една от тези поеми предава дълбоко-скритите чувства на национализъм и са горда прокламация на културна независимост от Монголската империя.

### Късен Чосон период
Модерната корейска литература се развива на фона на падението на династията Чосон. Този първи период на модерна корейска литература често бива наричан „просветление“. Този период до голяма степен е повлиян от реформите Кабо от 1894, които въвеждат строителството на западен стил училища и вестници. Много от новосъздадените вестници започват да публикуват сиджо, каса, или даже поредици от романи, което води до появата на професионални писатели. Синчеши (хангъл: 신체시, буквално „нова поезия“) се основава и допринася за формирането на модерна поезия, която използва свободен стил на писане, наречена Чаюши (хангъл: 자유시). Синчеши спира да използва строго определената метафора, която може да бъде намерена в класическата корейска поезия, и я заменя с нов стил повлиян от френския vers libre
Много биографични творби биват публикувани през късния Чосон период, в които главният герой често е предствен като герой. Тези творби култивират патриотизъм и национално самосъзнание в корейския народ.

## Модерна литература
Модерната корейска литература постепенно се развива под влиянието на културните контакти с другите западни държави, които се базират на търговия и икономическо развитие. Първата печатана творба на художествената литература в Корея е Пътешественикът от този свят до онзи на Джон Бъниан (на корейски: 천로역정 Чонлойокчонг), преведена от Джеймс Скарт Гейл (1893). Християнската религия намира почва в Корея, като кулминацията е първият завършен том на Библията на корейски език публикуван през 1910. Въпреки това, корейската литература бива най-вече повлияна от западните естетически училища, а не от религиозните християнски институции. Музика и класическа поезия, смятани за едно цяло в чангок, постепенно биват възприемани като старомодни и остарели.
Модерната литература често се свързва с развитието на хангъл, което помага да се увеличи нивото на грамотност на хората от работническата класа. Хангъл достига пиков момент през втората половина на 19 век, който води началото на един културен Ренесанс в Корея. Синсосол, например, са романи написани на хангъл.

## Корейска литература в чужбина
До 1980 г. корейската литература е почти непозната извън полуострова. Разнообразието на типа произведения, които се превеждат постепенно нараства и качеството на превода е подобрено. „Цветя създадени от огън“ (1974) е една от първите антологий в корейската литература публикувана на английски. В не-англо говорещите страни има по-малко преведени творби, въпреки че Корейски институт за превод на литература спомага за превода на немски, испански, френски и полски. Нарастващата популярност на корейските филми помага за увеличаване на интереса към корейската масова литература, основно в Япония и Китай.